# Carta marina

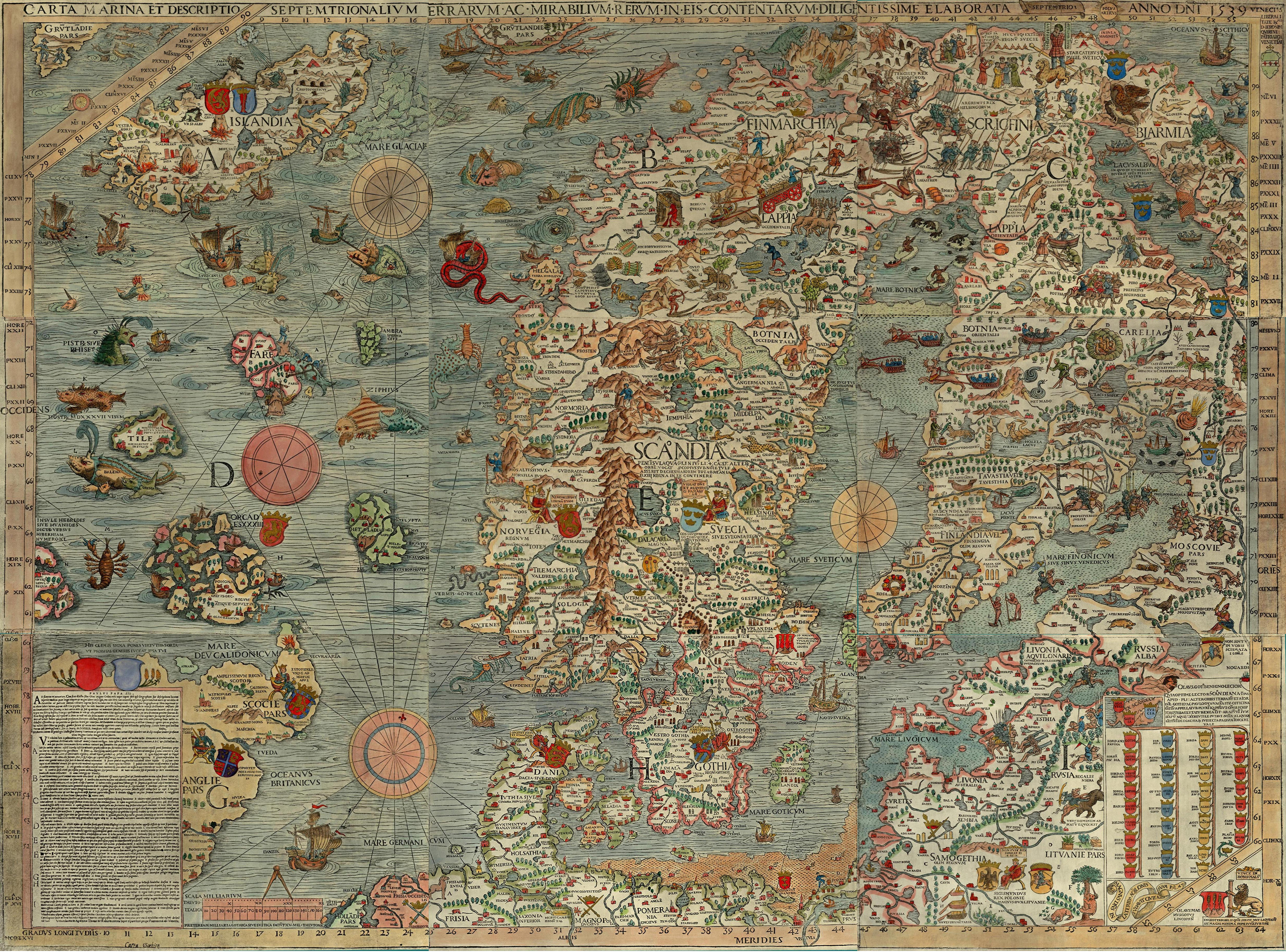
Копія карти, зроблена в 1949 у Швеції з мюнхенського примірника

«Carta marina» — одна з найбільш ранніх і найдостовірніших історичних карт Північної Європи, створена шведським церковним діячем, дипломатом і письменником Олафом Магнусом. Після того, як він і його брат були змушені покинути Швецію (1530 р.), Олаф до кінця життя займався вивченням її історії та географії. Результатом цієї роботи стали Carta marina і коментарі до неї — книга Historia de Gentibus Septentrionalibus (Історія північних народів). Карта була надрукована в 1539 р. у Венеції в кількості всього декількох екземплярів з присвятою Патріарху Венеційської республіки Hieronymo Quirino, за підтримки якого Олаф зміг закінчити роботу. Джерелами для карти йому послужили власні подорожні нотатки, карти скандинавських моряків і карти з Geographia (Географія) Птолемея.
Карта розміром шириною 1,70 м і довжиною 1,25 м розділена на 9 (3 × 3) частин розміром 55 × 40 см, позначених латинськими літерами від A до I. Цього вимагала технологія виробництва — кожна з частин друкувалася окремо. Коментарі до карти були переведені Олафом на італійську (Opera breve) і німецьку (Ain kurze Auslegung und Verklerung der neuuen Mappen) мови і надруковані окремими накладами. Однак до 1574 р. всі примірники карти виявилися загубленими, і лише ці коментарі залишалися свідченням її існування.
Один примірник карти був знайдений Оскаром Бреннером в 1886 р. у бібліотеці Мюнхена (Hof- und Staatsbibliothek, зараз Bayerische Staatsbibliothek) в Німеччині, де і знаходиться досі. Пізніше, в 1961 р., ще одна копія була виявлена в Швейцарії і вже в наступному році була придбана університетом Уппсали у приватної особи за 150 000 шведських крон. В наш час[коли?] цей екземпляр знаходиться в бібліотеці університету Carolina Rediviva (en), де він виставлений для загального огляду.
Ці дві копії є унікальним документом епохи Відродження і є безцінним джерелом для історичної картографії та історії культури європейської Півночі. Крім детального зображення географічних об'єктів, на карті присутні понад 100 мініатюр, що зображують реальних і фантастичних тварин, місцеві звичаї та костюми, історичні події.
На карті зображені кілька територій з назвою «Russia», зокрема - землі Новгородської республіки як Біла Русь (Russia alba), нижче «Russia regalis nigra» — Русь, королівська Чорна. Позначена Московщина «Moskovia pars». У нижньому правому куті зображений великий князь московський (Magnus Princeps Moscovitar) — Іван Грозний...

## Фрагменти карти

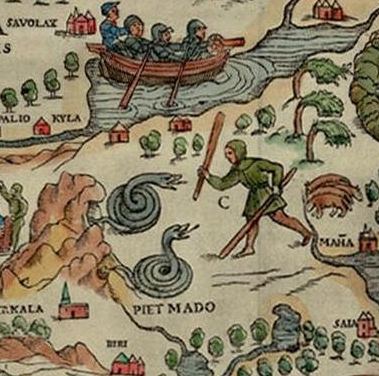
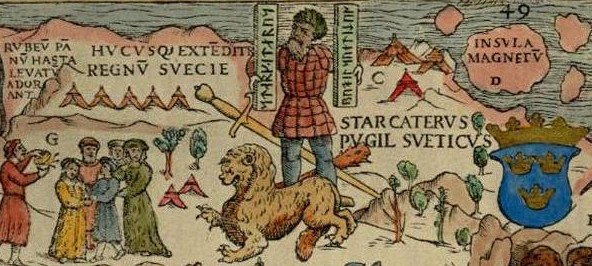
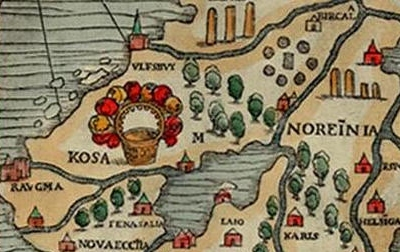
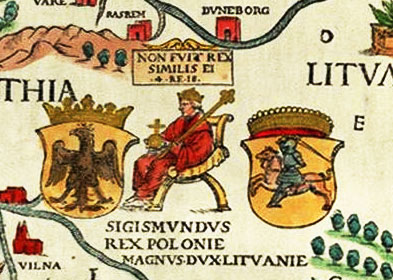
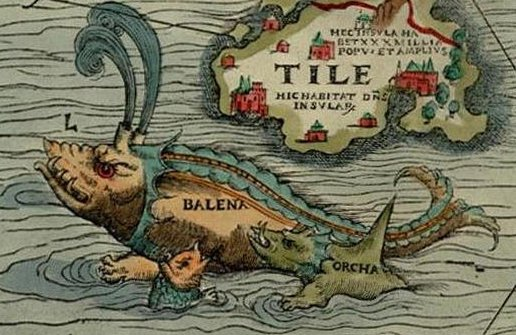

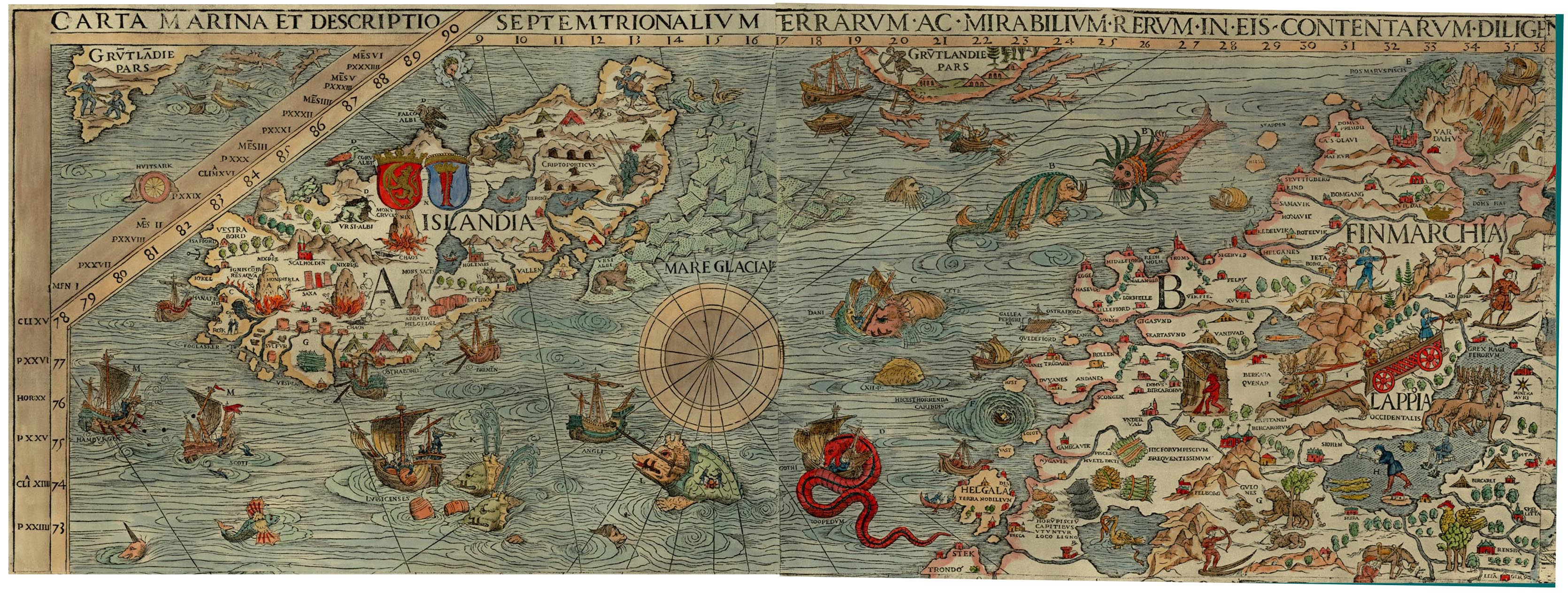